# Marina Tchebourkina

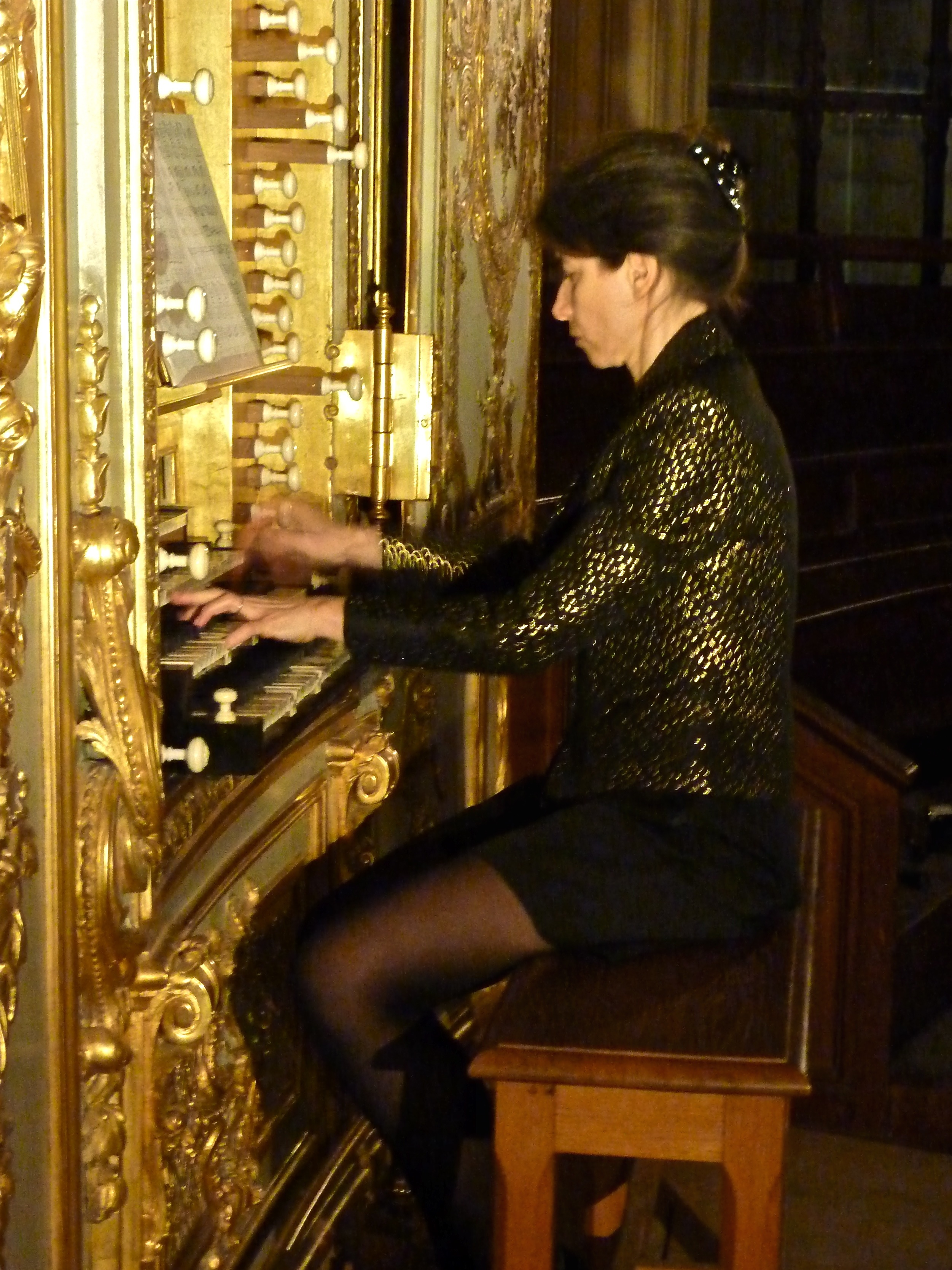
Marina Tchebourkina an der Orgel der Schlosskapelle von Versailles (2010)

Marina Tchebourkina (russisch Марина Николаевна Чебуркина, Marina Nikolajewna Tscheburkina, * 6. März 1965 in Moskau, Sowjetunion) ist eine französisch-russische Organistin und Musikwissenschaftlerin und gilt als Kennerin französischer barocker Orgelmusik sowie als Botschafterin für russische Orgelmusik.

## Leben
Marina Tchebourkina studierte von 1984 bis 1989 am Staatlichen Moskauer P.-I.-Tschaikowski-Konservatorium. Sie schloss ihr Studium im Fach Orgel und im Fach Musikwissenschaft mit summa cum laude ab. Im Jahr 1992 absolvierte sie ebenfalls mit summa cum laude die Graduiertenschule am Moskauer Tschaikowski-Konservatorium in den beiden Fächern Orgel und Musikwissenschaft. Von 1992 bis 1994 studierte sie mit Unterstützung der französischen Regierung in Frankreich bei Marie-Claire Alain, Michel Chapuis und Louis Robilliard sowie in Deutschland bei Harald Vogel.
1994 promovierte sie zum Doktor der Kunstwissenschaft (Ph.D.) mit der Doktorarbeit Die Orgelmusik von Olivier Messiaen; vorgelegt bei dem Wissenschaftlichen Rat des Moskauer Staatlichen Tschaikowski-Konservatoriums.
Von 1996 bis 2010 war Marina Tchebourkina Organistin an der Orgel der Schlosskapelle von Versailles. Seit 2006 ist sie Mitglied der Französischen Nationalen Kommission für Orgeldenkmalpflege. Im Jahr 2010 wurde sie regelmäßige Mitarbeiterin am Moskauer Tschaikowski-Konservatorium und hält Vorträge und Meisterkurse. Zudem ist sie bei internationalen wissenschaftlichen Konferenzen, Beratung für Orgelbauprojekte und als Jurymitglied bei internationalen Orgelwettbewerben tätig. Im Jahr 2013 wurde Marina Tchebourkina als Associate Researcher an die Université Paris 1 Panthéon-Sorbonne als Leiterin des Programms „Orgel, Künste und Wissenschaften“ berufen.
2013 habilitierte sie mit dem Thema: Die französische barocke Orgelkunst: Musik, Orgelbau, Interpretation; vorgelegt bei dem Wissenschaftlichen Rat des Moskauer Staatlichen Tschaikowski-Konservatoriums.
Marina Tchebourkina interpretiert Orgelmusik aus verschiedenen stilistischen Epochen, oft aus den beiden Themengebieten „Königliche Organisten und ihre Zeitgenossen“ und „Russische Orgelmusik“. Sie spielt Uraufführungen zeitgenössischer russischer Komponisten und unbekannte französische Meisterwerke des Barock.

## Auszeichnungen
2005: Orden der Künste und der Literatur in Frankreich.

## Diskografie

### Französische Orgelmusik: Königliche Organisten und ihre Zeitgenossen
- Claude Balbastre à Saint-Roch. (Claude Balbastre in Saint-Roch.) Marina Tchebourkina und Michel Chapuis an der historischen Großen Orgel der Kirche Saint-Roch, Paris. 2 CDs. 2002 (EAN 13: 3760075340018)
- Du Roy-Soleil à la Révolution, l’orgue de la Chapelle royale de Versailles. (Vom Sonnenkönig zur Revolution – Die Orgel der Schlosskapelle von Versailles.) Marina Tchebourkina an der Großen Orgel der Schlosskapelle von Versailles. 2004 (EAN 13: 3760075340032)
- Louis Claude Daquin, l’œuvre intégrale pour orgue. (Sämtliche Orgelwerke.) Marina Tchebourkina an der Großen Orgel der Schlosskapelle von Versailles. 2004 (EAN 13: 3760075340049)
- Louis Marchand, l’œuvre intégrale pour orgue. (Sämtliche Orgelwerke.) Marina Tchebourkina an der Großen Orgel der Schlosskapelle von Versailles. 2 CDs. 2005 (EAN 13: 3760075340056)
- François Couperin: l’œuvre intégrale pour orgue. (Sämtliche Orgelwerke.) Marina Tchebourkina an der Großen Orgel der Schlosskapelle von Versailles. 2 CDs. 2005 (EAN 13: 3760075340063)
- Jean-Jacques Beauvarlet-Charpentier, œuvres pour orgue. (Orgelwerke.) Marina Tchebourkina an der historischen Großen Orgel der Abteikirche von Sainte-Croix, Bordeaux. 2 CDs. 2007 (EAN 13: 3760075340087)
- Gaspard Corrette, l’œuvre intégrale pour orgue. (Sämtliche Orgelwerke.) Marina Tchebourkina an der historischen Großen Orgel der Abteikirche von Saint-Michel-en-Thiérache. 2009 (EAN 13: 3760075340100)
- Nicolas de Grigny: l’œuvre intégrale pour orgue. (Sämtliche Orgelwerke.) Marina Tchebourkina an der historischen Großen Orgel der Abteikirche von Saint-Michel-en-Thiérache und der Abteikirche von Sainte-Croix, Bordeaux. 2 CDs. 2015. (EAN 13: 3760075340148)
- Jean Adam Guilain, l’œuvre intégrale pour orgue. (Sämtliche Orgelwerke.) Marina Tchebourkina an der historischen Großen Orgel der Abteikirche von Saint-Michel-en-Thiérache. 2016. — Paris : Natives, 2016. (EAN: 3760075340155)
- Pierre Du Mage, Louis Nicolas Clérambault, l’œuvre intégrale pour orgue. (Sämtliche Orgelwerke.) Marina Tchebourkina an der historischen Großen Orgel der Abteikirche von Saint-Michel-en-Thiérache. 2019. — Paris : Natives, 2019. (EAN: 3760075340179)

### Russische Orgelmusik
- Deux siècles de musique russe pour orgue. (Zwei Jahrhunderte der russischen Orgelmusik.) Marina Tchebourkina an der historischen großen Orgel der Kirche Saint-Sulpice, Paris. 2 CDs. 2003. (EAN 13: 3760075340025)
- Youri Boutsko: Grand cahier d’orgue. (Großes Orgelheft.) Marina Tchebourkina an der historischen großen Orgel der Abteikirche von Saint-Etienne, Caen. 2010. (EAN 13: 3760075340117)
- Dmitri Dianov: l’Îlot, œuvres pour orgue. (Die Insel, Orgelwerke.) Marina Tchebourkina an der historischen großen Orgel der Abteikirche von Saint-Etienne, Caen. 2010. (EAN 13: 3760075340124)
- Youri Boutsko: Deuxième Grand cahier d’Orgue: Images russes, Tableaux, Légendes, Histoires véridiques et invraisemblables, dédié à Marina Tchebourkina. (Zweites Großes Orgelheft, Marina Tchebourkina gewidmet). Marina Tchebourkina an der Großen Orgel der Kirche Saint-Martin, Dudelange, Luxembourg. 2016. (EAN 13 : 3760075340162)

Die Veröffentlichungen erschienen auf dem französischen Label Natives.

## Schriften
- Оливье Мессиан. Техника моего музыкального языка. (Olivier Messiaen. Die Technik meiner musikalischen Sprache. Kritische, kommentierte Französisch-Russisch-Übersetzung). Греко-латинский кабинет, Moskau 1995, ISBN 5-87245-010-9, S. 128 ff. (russisch)
- L’orgue de la Chapelle royale de Versailles: À la recherche d’une composition perdue. (Die Orgel in der königlichen Kapelle von Versailles: Auf der Suche nach einer verlorenen Disposition.) In: L’Orgue. Lyon, 2007. 2007-IV № 280,  ISSN 0030-5170, S. 3–112. (französisch)
- L’Orgue de la Chapelle royale de Versailles, Trois siècles d’histoire. (Die Orgel der königlichen Kapelle von Versailles – Drei Jahrhunderte Geschichte.) Natives, Paris 2010, ISBN 978-2-911662-09-6, S. 256 ff. (französisch)
- Французское органное искусство Барокко: Музыка, Органостроение, Исполнительство. (Die französische barocke Orgelkunst: Musik, Orgelbau, Interpretation.) Natives, Paris 2013, ISBN 978-2-911662-10-2, S. 848 ff. (russisch)

## YouTube
- Marina Tchebourkina an der Orgel der Schlosskapelle von Versailles
- Юрий Буцко: Вторая Большая Органная тетрадь (Youri Boutsko: Zweite Großes Orgelheft. 2010, M. Tchebourkina gewidmet) Weltpremiere, von Marina Tchebourkina
- Claude Balbastre: Concerto Weltpremiere, von Marina Tchebourkina